# Adverline
Adverline est une entreprise française spécialisée dans la monétisation d'audience sur Internet, le micropaiement, l'édition et l'hébergement de sites Internet.
Le groupe a été coté sur Alternext de juin 2006 à octobre 2012.

## Histoire
- 2000 : création d'Adverline, régie publicitaire Internet grâce au développement d'une technologie d'adserving propriétaire.
- 2001 : début de l'activité commerciale de la régie et constitution d'un réseau de sites thématiques de moyenne audience.
- 2002 : création de l'activité de micro-paiement sous la marque Optelo.
- 2003 : création de l'activité de publishing avec le lancement de ZoneADSL (comparateur) et la prise de participation dans KP Média, éditeur de Kelprof, une plateforme de mise en relation professeur-élèves.
- 2004 : l'activité de micro-paiement se développe.
- 2005 : les équipes commerciales et de développement sont renforcées. Adverline est labellisée Oseo Anvar et qualifiée « entreprise innovante »[1].
- 2006 : introduction en bourse (placement privé réussi de 9,4 millions d'euros sur Alternext by Euronext Paris)[2] Le groupe continue ainsi le développement de ses activités business to business, décoration ou tourisme en acquérant notamment le site Internet Societe.com[3] spécialisé dans l'information des entreprises, et en prenant des participations dans Decofinder, salon en ligne de la décoration, et Top-depart, une plateforme de blogs de voyages.
- 2007 : augmentation de capital dans le cadre d'un appel public à l'épargne ; renforcement d'Adverline sur le marché du business to business avec une prise de participation majoritaire dans Vertical-Mail, société spécialisée dans l'e-mailing à destination des professionnels ; acquisition de la totalité du capital de KP Média (Kelprof) et prise de participation majoritaire dans Oxeva, spécialiste de l'hébergement de sites et éditeur de Lexode.
- 2008 : prise de participation dans le groupe Durable.com spécialisé dans le développement durable et dans la société WIDDA, éditeur de Kazeo, un réseau social.
- 2009 : le groupe Adverline fait désormais partie des premières régies publicitaires Internet de France[4] et l'une des dernières indépendantes avec 21 millions de visiteurs uniques et 2,4 millions d'adresses e-mail business to business[5]. Le pôle Publishing lance les sites Maison.com et Annuaire.com.
- 2010 : grâce à un partenariat entre Optelo et Cellfish[6], le groupe Adverline devient l'un des principaux acteurs français dans le domaine du micro-paiement.
- 2012 : Adverline passe sous le contrôle de Mediapost

## Activités
Les activités du groupe se répartissent entre différents pôles :
- régie publicitaire sur Internet : diffusion des publicités sur un réseau de sites Internet, pour le compte d'annonceurs ;
- micropaiement : mise à disposition une technologie de micropaiement pour des sites éditeurs ;
- éditeur Web : édition de sites Internet dont Societe.com, Maison.com et Annuaire.com.